# Festival Internacional de Teatro, Palco e Rua

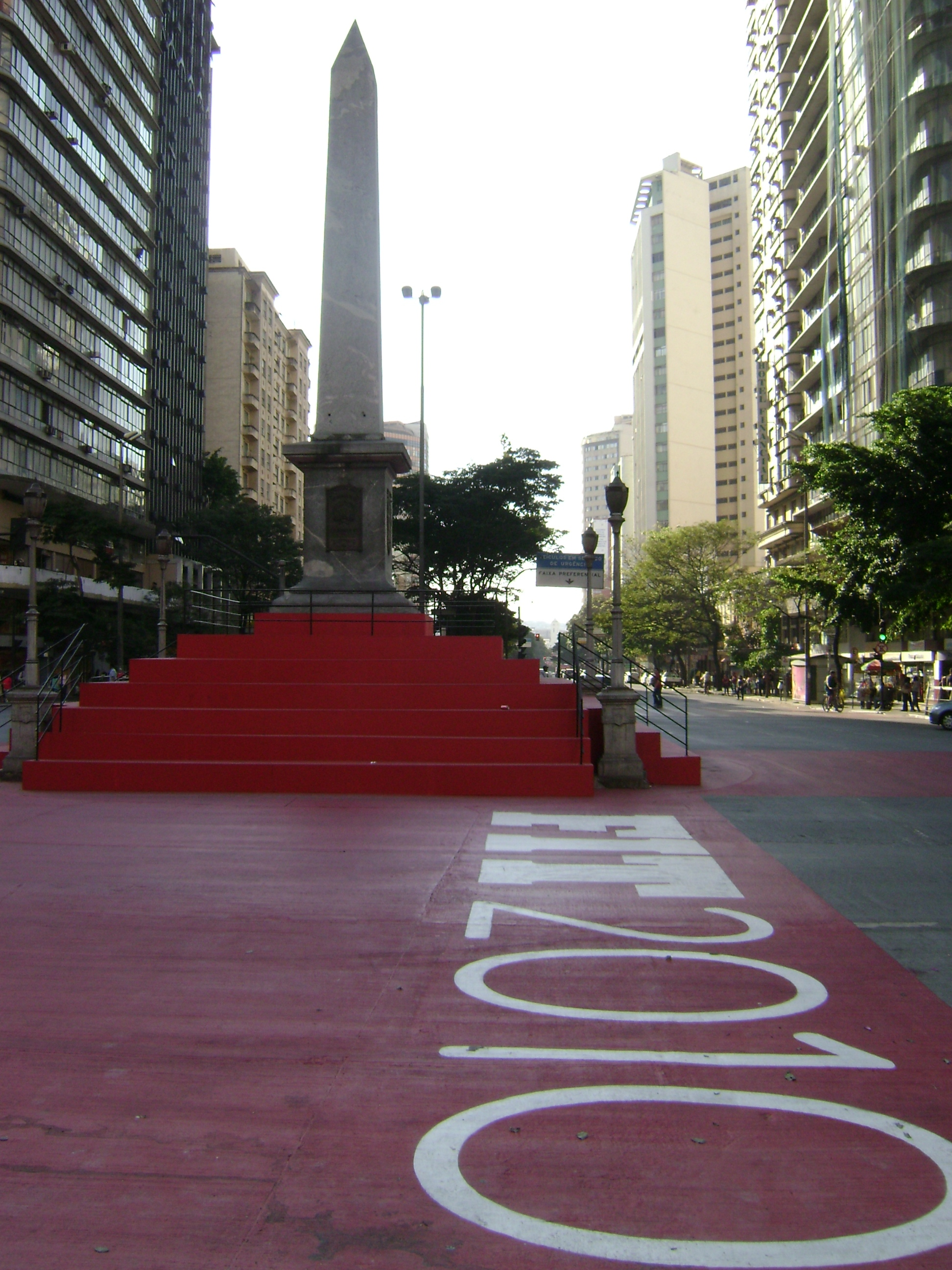
Praça Sete de Setembro durante o FIT-BH 2010.

O Festival Internacional de Teatro Palco & Rua de Belo Horizonte (FIT-BH) é um festival de teatro que ocorre a cada dois anos na cidade brasileira de Belo Horizonte, no estado de Minas Gerais.

## História
Foi criado em 1993 por iniciativa do governo municipal, sendo a pianista Berenice Menegale, Secretária de Cultura à época. Através da união de duas propostas de festivais internacionais: uma de palco, feita pela direção do Teatro Francisco Nunes e outra, de rua, feita pelo Grupo Galpão, surgiu o FIT-BH, cuja primeira edição foi realizada de 2 a 12 de junho de 1994. 
Essa primeira edição foi promovida pela Prefeitura de Belo Horizonte, com realização conjunta do Teatro Francisco Nunes e do Grupo Galpão.
Na sexta edição, em 2002, foi criada a Mostra Movimentos Urbanos, uma seleção de manifestações populares tradicionais e contemporâneas, realizada na Praça da Estação.
A sétima edição do evento, realizada em 2004, contou com a apresentação do espetáculo "Cobra Norato", baseado no poema de Raul Bopp, em homenagem a Álvaro Apocalypse e Terezinha Veloso, criadores do Grupo Giramundo.
Em 2008, o festival chegou a sua 9ª edição. Um dos destaques nesse ano, foi a Mostra de Teatro Latino-Americano, que contou com a participação de sete espetáculos de grupos da Argentina, Bolívia, Colômbia, Cuba, Equador e Peru.

### 2010

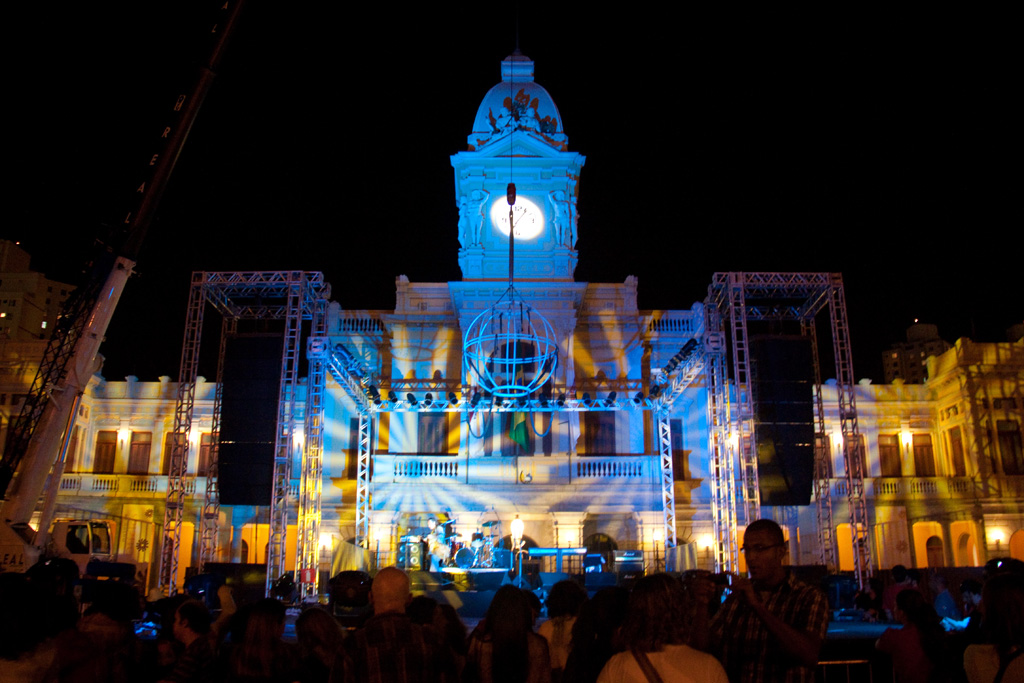
Praça da Estação durante a décima edição do evento realizada em 2010.

Em 18 de março de 2010, a décima edição do evento chegou a ter seu cancelamento anunciado pela Fundação Municipal de Cultura de Belo Horizonte. O anúncio gerou o protesto de diversos produtores culturais e artistas de Belo Horizonte. Devido a forte reação da classe artística e da sociedade diante do cancelamento da edição, a presidente da Fundação Thaís Pimentel e o prefeito Márcio Lacerda, decidiram rever a decisão. No dia 7 de julho foi anunciada a programação oficial do evento.